# Гризино
Гризино — деревня в Усть-Кубинском районе Вологодской области.
Входит в состав Троицкого сельского поселения, с точки зрения административно-территориального деления — в Троицкий сельсовет.
Расстояние по автодороге до районного центра Устья — 48,5 км, до центра муниципального образования Бережного — 6,5 км. Ближайшие населённые пункты — Прилуки, Крылово, Еловцево.
По переписи 2002 года население — 2 человека.
В деревне сохранилась деревянная часовня Вознесения Господня конца XIX — начала XX века постройки. Часовня построена в стиле эклектики, прообразом для неё, вероятнее всего, послужил опубликованный в альманахе «Мотивы Русской Архитектуры» за 1878 год чертеж фасада церкви, выполненный архитектором М. Кузьминым. Таким образом, данная часовня, наряду с теремом крестьянина Мартьяна Сазонова в Асташове и баней-теремком в Абрамцеве, является одним из немногих сохранившихся до наших дней памятников архитектуры в так называемом «ропетовском» стиле.
Часовня является памятником архитектуры регионального значения.
В 2016 году проведены первичные противоаварийные работы членами Туристическо-поискового клуба «Горизонт» НИУ МЭИ и поисковой группы «Стерх» в рамках деятельности общественной организации «Общее Дело. Возрождение деревянных храмов Севера».
Часовня вошла в «Архитектурный путеводитель по деревянному зодчеству Русского Севера», изданный Российским научно-исследовательским институтом культурного и природного наследия им. Д. С. Лихачёва.
Для сохранения памятника требуются выполнение профессиональных противоаварийных и реставрационных работ.